# Музей декоративно-ужиткового мистецтва Київщини
Музей декоративно-ужиткового мистецтва Київщини — тематичний музей, складова частина Національного історико-етнографічного заповідника «Переяслав».

## Музей
Музей розміщений у будинку дрібнопомісного дворянина кінця XIX століття, привезеному в 1973—1974 рр. із села Старовичі Іванківського району Київської області. Це перший тематичний музей, що був створений на території музею Народної архітектури та побуту Середньої Наддніпрянщини у 1976 році.

## Експозиція
В експозиції представлено твори гончарів Васильківського майолікового заводу на Київщині та с. Опішня на Полтавщині, фахівців Київських експериментально-художніх майстерень, гутників Київського заводу художнього скла, вишивальниць та ткаль фабрик художніх виробів Переяслава, Баришівки, Богуслава, Кагарлика, різьбярів Євгена Шаповала та Євгена Шевченка з Києва, вироби майстра художньої творчості різьбяра Петра Верни. Експонуються килими ручної роботи майстра народної творчості Ірини Хлопцевої.
Окрасою музею є унікальні роботи початкового періоду творчості (1912—1913) основоположниці декоративного розпису Ганни Собачко-Шостак, розписи заслуженого діяча мистецтв України, лауреата Національної премії України ім. Тараса Шевченка Марії Приймаченко та народної художниці, лауреата премії ім. Катерини Білокур Марії Буряк. Привертають увагу акварелі відомого архітектора, художника та музиканта Григорія Ткаченка. В експозиції музею подані роботи майстра народної творчості з Чернігівщини Антона Штепи.
У музеї експонується колекція різьблених сволоків XVIII—XIX ст., які займали центральне місце в інтер'єрі житла. Тут можна побачити оригінально виготовлених із глини казкових героїв майстра народної творчості Михайла Тарасенка та колекцію робіт народного художника СРСР Василя Касіяна та дві роботи народної художниці України Катерини Білокур із с. Богданівки Яготинського району.

### Галерея

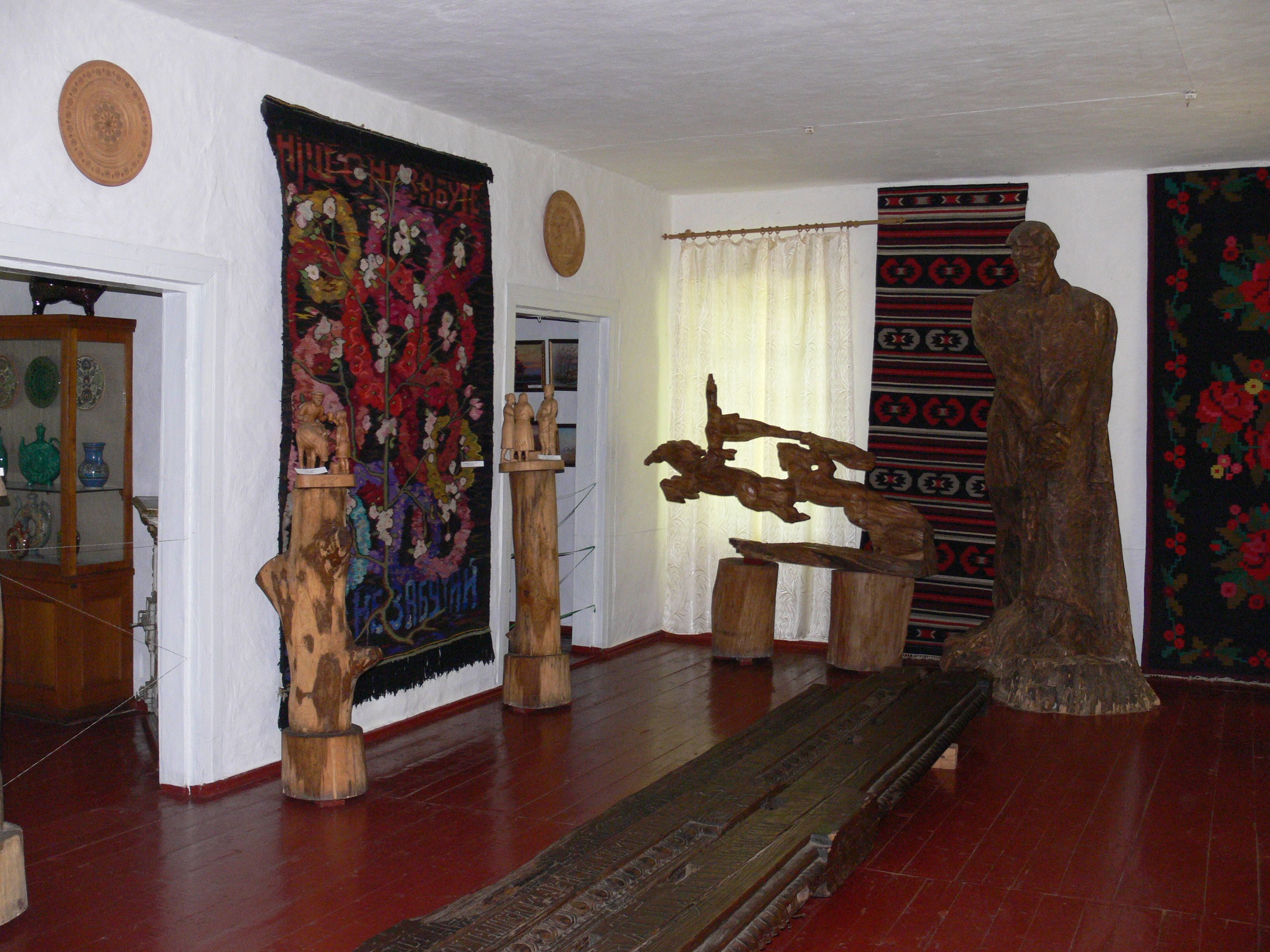
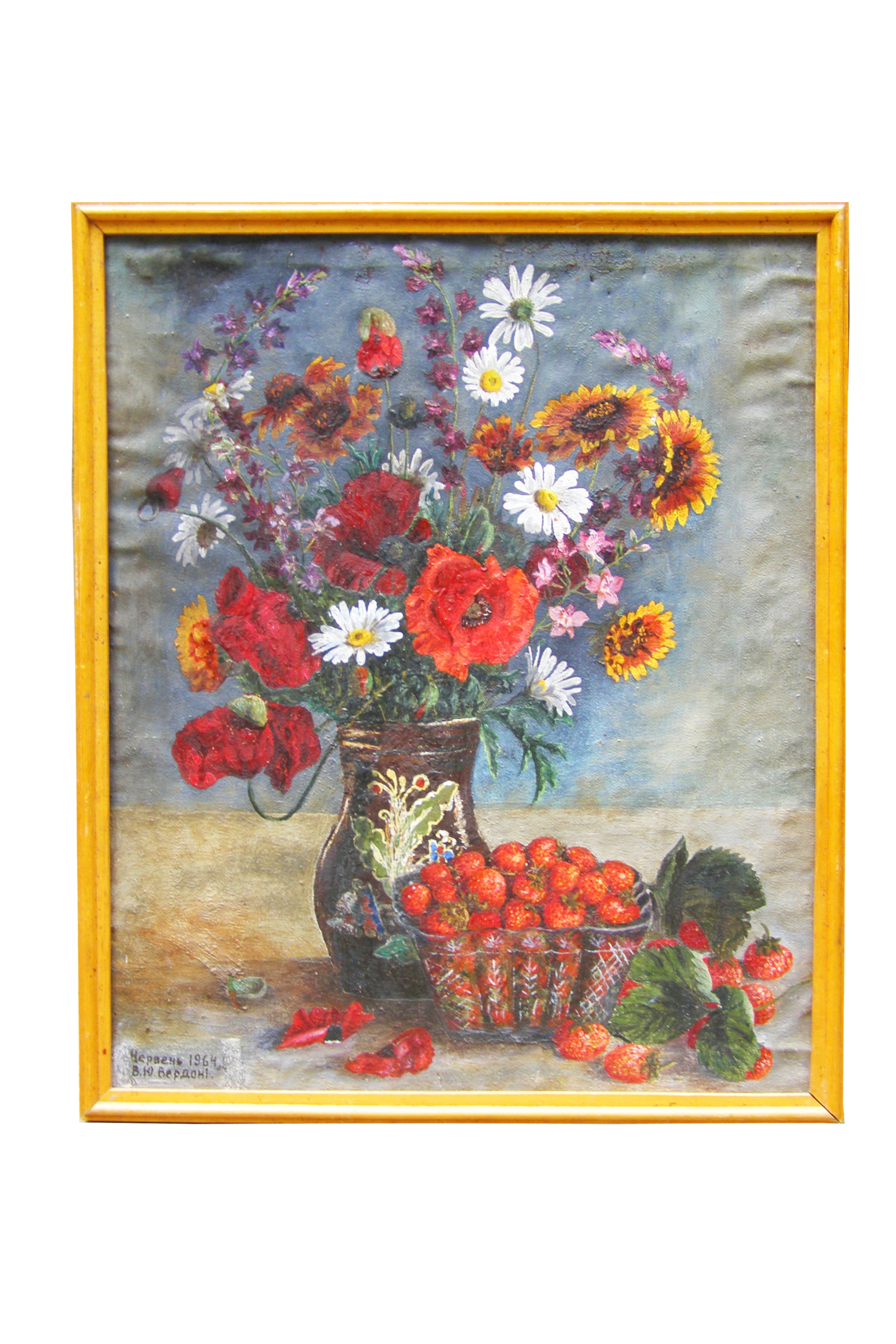
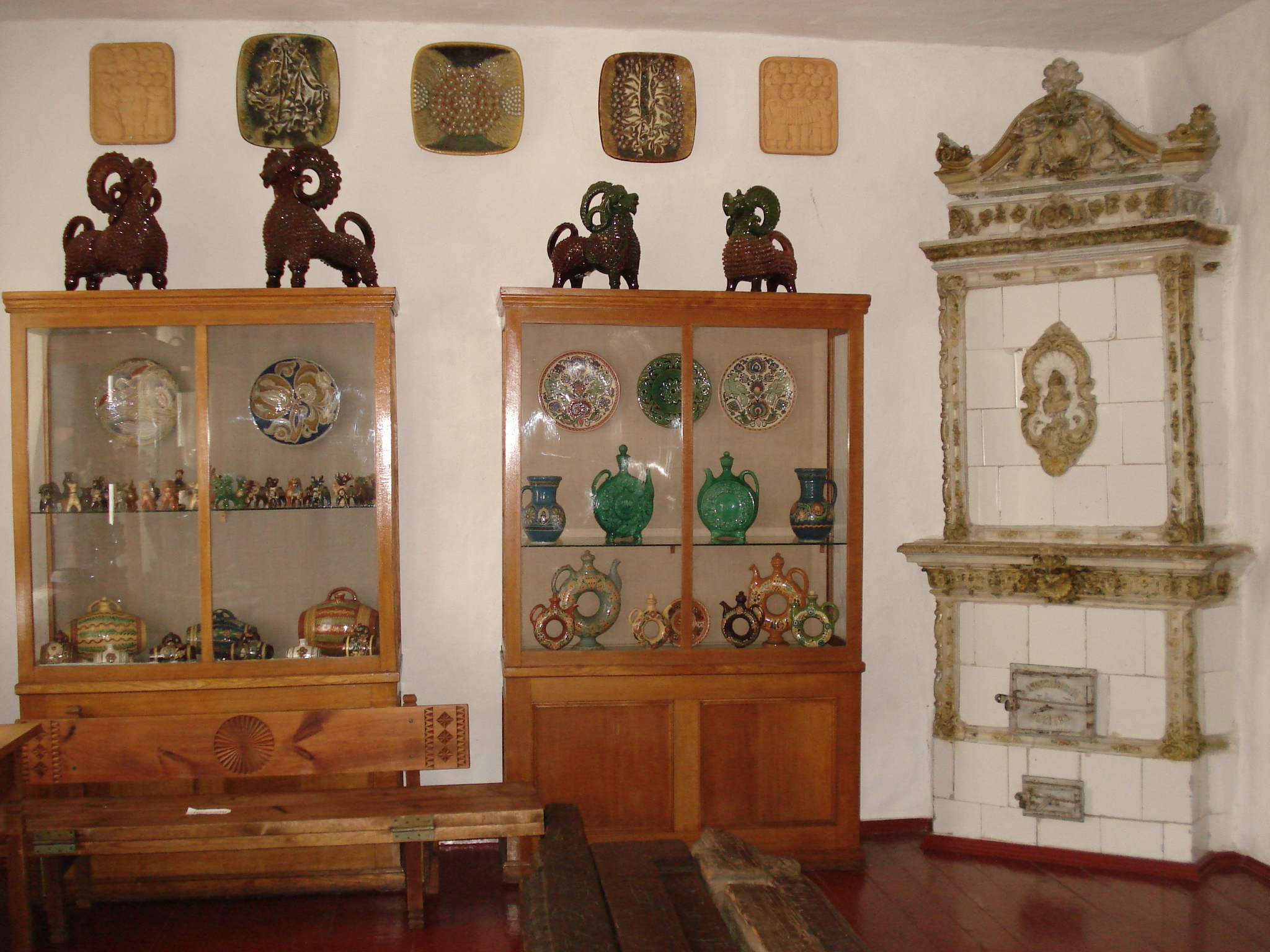
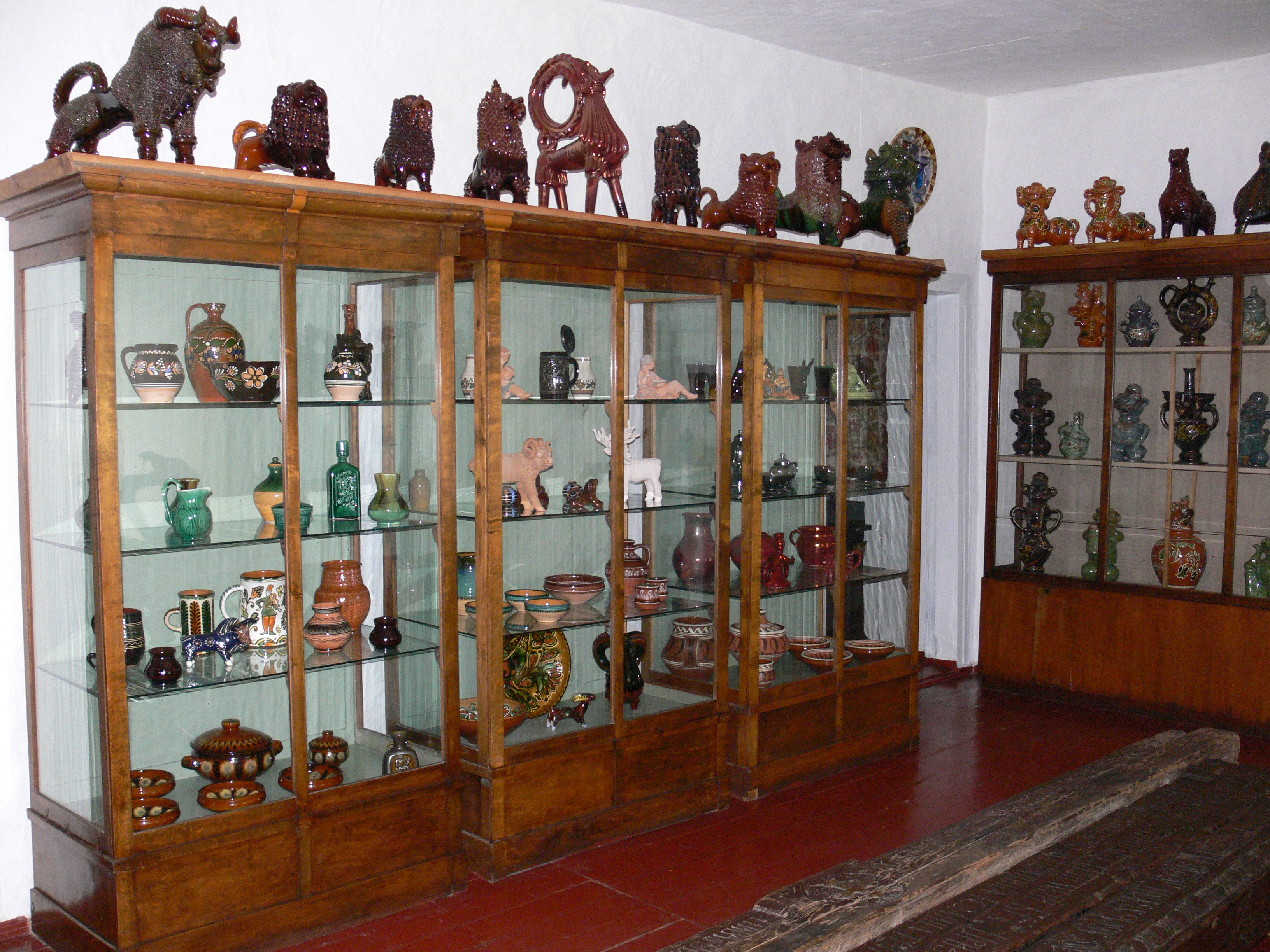